# 朝来市立和田山中学校
朝来市立和田山中学校（あさごしりつ わだやまちゅうがっこう）は、兵庫県朝来市和田山町にある公立中学校。

## 特徴
県道104号右岸道路向きに花時計がある。
その後、時計は故障したため撤去された。現在は名残として花壇のみ残され、ライオンズクラブの寄付により校章のオブジェが設置された。校内には世界時計も設置されている。

## 部活動

### 運動部
- 陸上競技部
- 剣道部
- バレーボール部
- バスケットボール部
- ソフトテニス部
- 卓球部
- 野球部

### 文化部
- 吹奏楽部
- 美術部

## 交通アクセス
和田山駅が最寄り駅となる。

## 姉妹校
- Chehalem Valley Middle School（アメリカ合衆国・オレゴン州ニューバーグ）

## トライやるウィーク
トライやるウィークと呼ばれる職場体験がある。同県では、この体験学習を実施している（実施しない学校もあるが）。この学校では6月に実施している。

## 通学区域が隣接している学校
- 朝来市立梁瀬中学校
- 朝来市立朝来中学校
- 養父市立養父中学校
- 豊岡市立出石中学校
- 豊岡市立但東中学校
- 京都府福知山市立夜久野中学校